# Margaret Cavendish

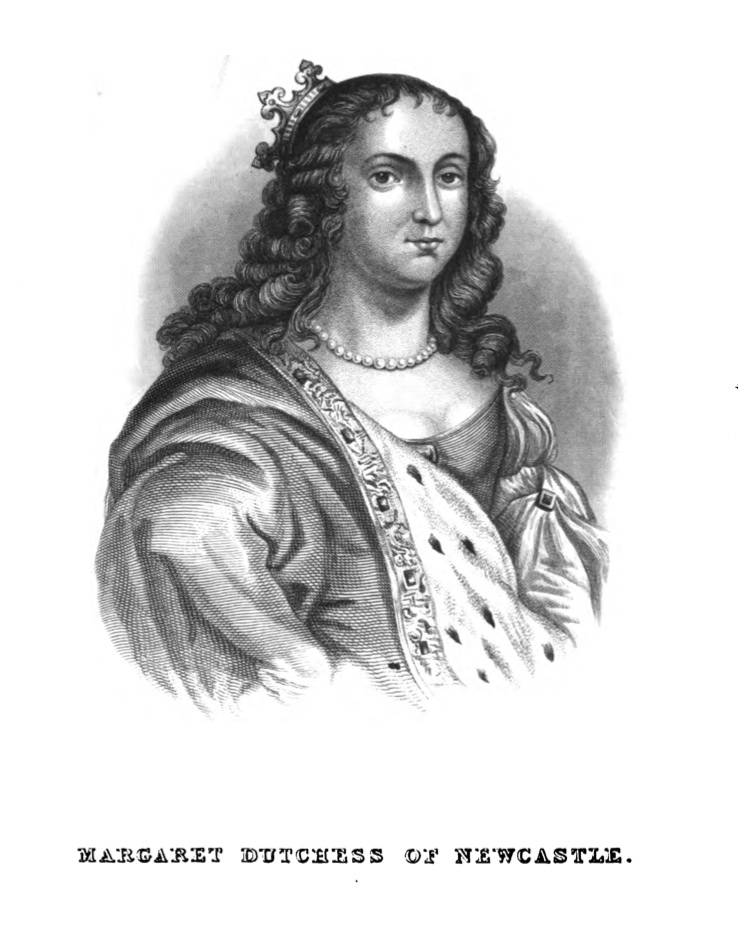
Margaret Cavendish

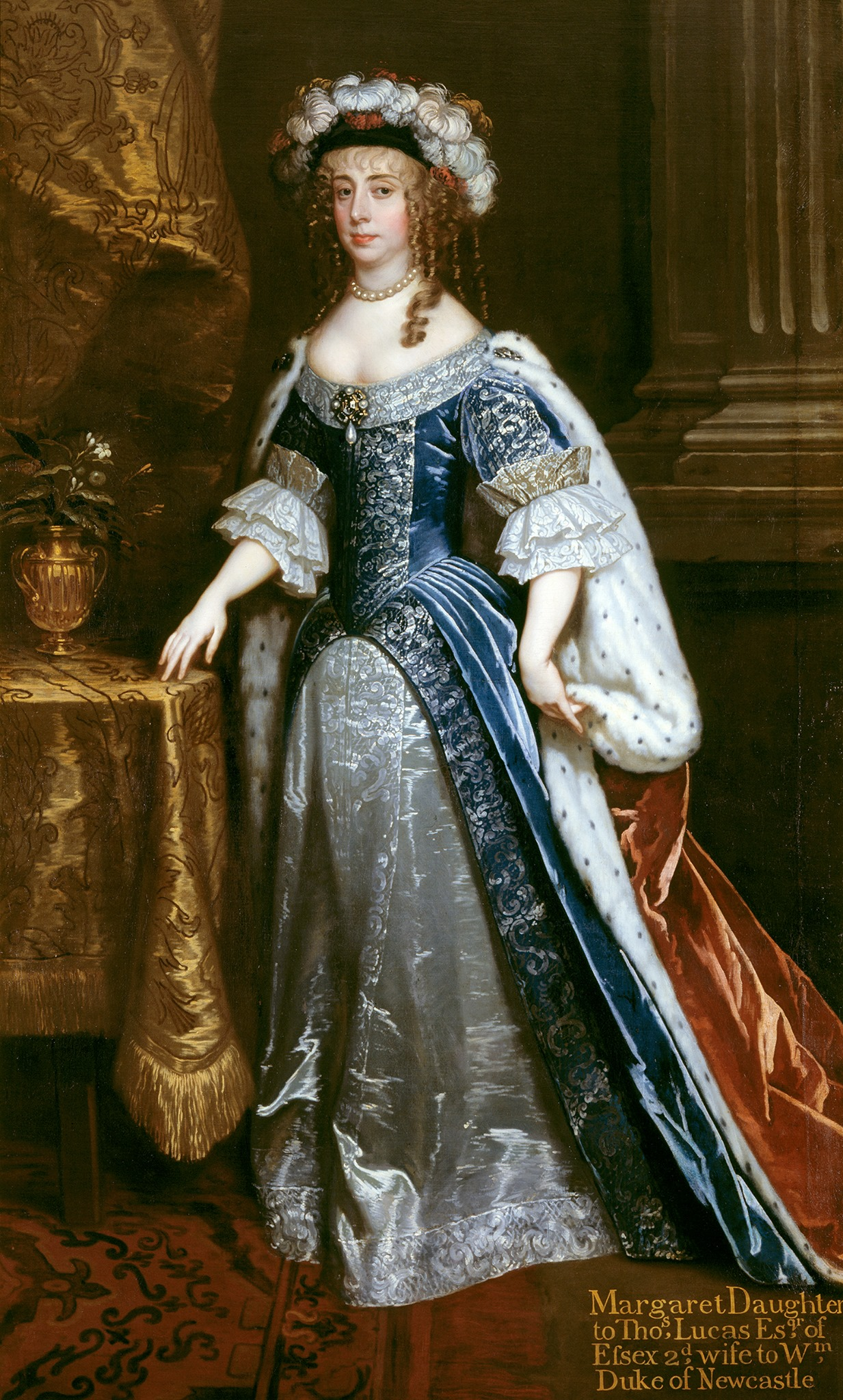
Margaret Cavendish, 1665

Margaret Cavendish, geboren als Margaret Lucas (Colchester, 1623 – Welbeck Abbey, 15 december 1673) was een Engelse aristocrate, filosofe en productief schrijfster. Ze was hertogin van Newcastle upon Tyne en vooral bekend om haar filosofische en protofeministische geschriften, en was met The Blazing World de auteur van een van de eerste sciencefictionverhalen.

## Levensloop
Ze was de jongste zuster van de prominente royalisten Sir John Lucas en Sir Charles Lucas. Ze kwam in dienst van koningin Henriëtta Maria, echtgenote van koning Karel I van Engeland, aanvankelijk in Oxford en later in ballingschap in Frankrijk. Daar verbleef ze een tijd aan het hof van de jonge koning Lodewijk XIV. In 1645 trouwde zij in Parijs met weduwnaar William Cavendish, markies en de eerste hertog van Newcastle upon Tyne. Zij was 22, hij 53.
Cavendish was dichter, filosoof, schrijver van romances in proza, essayist, toneelschrijver en, volgens sommigen, een onvermoeibaar uitgever van eigen werk. Cavendish publiceerde haar werk onder haar eigen naam in een tijd dat de meeste vrouwen anoniem publiceerden. In haar werk behandelt ze diverse onderwerpen, waaronder 'gender', macht en goede manieren. Ze schreef ook over natuurlijke filosofie, die indertijd door mannelijke onderzoekers werd gedomineerd. Haar romance The Blazing World is een van de vroegste voorbeelden van sciencefiction. Cavendish werd als een uniek baanbrekend vrouwelijk schrijver zowel geprezen als bekritiseerd. Samuel Pepys noemde haar "mad, conceited and ridiculous" (gek, verwaand en belachelijk).
Als natuurlijk filosoof verwierp Cavendish het aristotelisme en de mechanistische filosofie van de 17e eeuw. Ze hield zich ook bezig met kritiek op de theorieën van leden van The Royal Society of London, alsook met de filosofie van Thomas Hobbes, René Descartes en Robert Boyle.
(citaat:) "... Men are so Unconscionable and Cruel against us, as they Indeavor to Barr us of all Sorts or Kinds of Liberty, as not to Suffer us Freely to Associate amongst our Sex, but would fain Bury us in their Houses or Beds, as in a Grave; the truth is, we Live like Bats or Owls, Labour like Beasts, and Dye like Worms."
(vert. Mannen zijn zo onredelijk en wreed tegenover ons, zoals ze pogen ons af te houden van elke vorm van vrijheid. Ze dulden geen vrijelijke omgang met onze seksegenoten. Ze begraven ons liever in hun huizen of bedden, zoals in een graf; de waarheid is, dat wij leven als vleermuizen of uilen, werken als beesten en sterven als wormen.)
Op het gebied van de natuurwetenschappen stond ze aanvankelijk een soort atomisme voor, dat later evolueerde naar een organisch materialisme.

## Memoires
Cavendish publiceerde haar memoires A True Relation of my Birth, Breeding, and Life in 1656, als een addendum bij Natures Pictures Drawn by Fancies Pencil to the Life. Daaruit leren we heel wat over haar afkomst, status, opvoeding en huwelijk. Ze geeft ook heel wat aandacht aan haar vrijetijdsbesteding, persoonlijkheid en ambities en benadrukt daarbij haar extreme verlegenheid en contemplatieve aard.
Over haar opvoeding zegt ze dat haar moeder redeneren verkoos boven straffen om haar gedrag te beïnvloeden. Cavendish zegt dat ze in haar jeugd niet geïnteresseerd was in studie en dat haar geheugen zwak was. Zij kreeg samen met haar zusters onderricht in onder meer lezen, schrijven, muziek en handwerk. De grootste zorg van haar moeder was de deugdzaamheid van de meisjes. Ook haar broers kregen zulke opvoeding mee, want Cavendish noemde hen 'loyaal, moedig, rechtvaardig en eerlijk'.
Toen koningin Henrietta Maria in Oxford verbleef, werd Cavendish door bemiddeling van haar moeder hofdame en zij vergezelde de koningin in ballingschap naar Frankrijk. Margaret vertelt dat zij, die zich tussen haar broers en zussen zelfbewust gedroeg, in het gezelschap van vreemden heel timide werd en nauwelijks een woord sprak. Het was zelfs zo erg dat ze als zwakbegaafd werd aangezien ("a fool"). Ze schreef haar moeder dat ze spijt had van haar beslissing en dat ze wilde terugkeren naar huis, maar haar moeder overreedde haar om te blijven en stuurde haar een aanzienlijke som geld. Cavendish bleef nog twee jaar hofdame tot ze in 1645 huwde met markies William Cavendish, de latere hertog van Newcastle. Over haar man zegt Cavendish dat hij hield van haar verlegen aard, en dat hij de enige man was op wie ze ooit verliefd werd.
Na enkele jaren huwelijk trok Cavendish met haar zwager, Sir Charles Cavendish, naar Engeland. Ze had vernomen dat het landgoed van haar echtgenoot, dat was verbeurdverklaard omdat hij royalist was, verkocht werd en hoopte recht te hebben op een deel van de verkoopprijs. Maar het draaide op niets uit en ze keerde na een anderhalf jaar terug naar haar man. Gedurende haar verblijf in Engeland had Cavendish een boek met gedichten geschreven, Poems and Fancies, alsook Philosophical Fancies (1653). Op deze geschriften kijkt Cavendish in haar memoires neer als melancholische 'krabbeltjes' ("scribbles"), die moeilijk leesbaar zijn doordat ze zo haastig gewerkt heeft.
In haar memoires beschrijft Cavendish zichzelf als iemand die zichzelf telkens opnieuw uitvindt door middel van de mode. Ze streefde naar originaliteit en uniciteit in de manier waarop ze zich kleedde en zette zich daarmee af tegen de rest van de vrouwen. Ondanks haar teruggetrokkenheid was ze naar eigen zeggen heel ambitieus en op zoek naar roem.

## Wetenschap
Margaret en William konden, als felle royalisten, na hun huwelijk niet terug naar Engeland, waar Karel I in 1649 geëxecuteerd werd, en gingen wonen in Antwerpen in het huis van Rubens. Zij organiseerden daar huisconcerten en ontmoetten er René Descartes en erudiete vrouwen zoals Anna Maria van Schurman en Tesselschade Visscher. Margaret trachtte hen in kennis te overtreffen. Ook correspondeerde zij met  Mersenne, waardoor zij bekend raakte met werken van  Torricelli,  Hobbes en andere intellectuelen.
Haar boek Poems and fancies bevat een lange paragraaf met haar ideeën over de atoomtheorie. Kennelijk had Constantijn Huygens dit geschrift gelezen. Nadat hij door zijn muzikale vriendin Utricia Swann, nicht van William Cavendish, aan Margaret was voorgesteld, begonnen zij een uitgebreide correspondentie. Constantijn, die zelf ook dichtte en toneelstukken schreef, ontmoette haar tweemaal in Antwerpen en correspondeerde uitgebreid met haar over wetenschappelijke ontwikkelingen en filosofie. Hij vertaalde delen van haar werk in het Latijn, zodat het ook toegankelijk was voor geleerden in alle landen. Een deel van hun correspondentie wijdden zij aan het fenomeen Prins Ruperts druppel en wat de oorzaak is van de exotische eigenschappen daarvan: de druppel is nog niet met een mokerslag kapot te krijgen, terwijl de druppel ontploft als een stukje van haar staart wordt afgebroken. Zij kunnen het beiden niet verklaren.

## Tijdlijn
- 1623  Margaret Lucas, de jongste van acht kinderen van Sir Thomas Lucas, wordt geboren nabij Colchester, Engeland. Haar vader sterft als ze nog een jong kind is.
- 1643  Margaret overtuigt haar moeder om haar toe te staan hofdame te worden bij koningin Henrietta Maria. Als de koningin naar Frankrijk vlucht, gaat Margaret met haar mee.
- 1645  William Cavendish, de in verbanning levende markies van Newcastle, ontmoet Margaret in Parijs en vraagt haar ten huwelijk. Ze trouwen in Sir Richard Browne's Chapel te Parijs. De markies is 53, Margaret is 22.
- 1653  Publicatie van Philosophical Fancies en Poetical Fancies.
- 1656  Publicatie van Natures Pictures Drawn by Fancies Pencil to The Life, met het hoofdstuk The True Relation of My Birth, Breeding and Life over haar eigen leven, een van de vroegste autobiografieën over een vrouwen die we kennen. Publicatie van Philosophical and Physical Opinions, waarin ze een soort atomisme over de constituenten van de wereld voorstelt.
- 1660  Terugkeer naar Engeland met haar echtgenoot. Ze trekken zich terug op het geruïneerde hertogelijk eigendom, waarop William verder bouwt aan Bolsover Castle.
- 1662  Publicatie van Playes and Orations of Divers Persons. Cavendish bepleit hierin de vrijheid en de gelijkwaardigheid van vrouwen, en besluit dat de kracht van vrouwen ligt in het romantisch domineren van de man.
- 1663  Publicatie van Philosophical and Physical Opinions, waarin Cavendish argumenteert dat de natuur een inherente zelfkennis bezit en mogelijk kennis over de 'Auteur van de Natuur' (Author of Nature) of God.
- 1664  Publicatie van Philosophical Letters: or, Modest Relfections upon some Opinions in Natural Philosophy, Maintained by Several Famous and Learned Authors of this Age. In deze verzameling brieven bespreekt ze Hobbes' Leviathan, Descartes' opvattingen over de relatie tussen geest en lichaam, en het ontbreken van de rede bij dieren, alsook Henry Moores godsbewijs.
- 1666  Publicatie van Observations upon Experimental Philosophy, waarin Cavendish kritiek levert op de 'experimentalisten' en argumenteert dat de rede de zintuigen moet leiden.
- 1667  Margaret neemt deel aan bijeenkomsten van de prestigieuze Royal Society of London. Publicatie van The Life of the Thrice noble, high and puissant Prince, William Cavendish (over haar echtgenoot).
- 1668  Publicatie van The Blazing World, een utopisch sciencefictionverhaal dat een nieuwe wereld beschrijft. Publicatie van Grounds of Natural Philosophy.
- 1673  Margaret Cavendish sterft en wordt begraven in Westminster Abbey.[6]

## Werk
- Poems and Fancies (1653)
- Philosophical Fancies (1653)
- World's Olio (1655)
- Nature's Pictures drawn by Fancies Pencil to the Life (1656)
- A True Relation of my Birth, Breeding, and Life (1656)
- Orations (1662)
- Plays (1662)
- Sociable Letters (1664)
- Philosophical Letters (1664)
- Observations upon Experimental Philosophy (1666)
- Life, a biography of William Cavendish (1667)
- Plays Never Before Published (1668)
- The Convent of Pleasure (1668)
- The Blazing World (1666)

### Schenkingen aan de Antwerpse Stadsbibliotheek
Tijdens Margret en Williams verblijf in Antwerpen bezocht Margret meerdere malen de Stadsbibliotheek, de huidige Erfgoedbibliotheek Hendrik Conscience, toen deze nog gevestigd was in de bovengalerij van de Beurs. Aan deze bibliotheek schonk ze twee exemplaren van hetzelfde verzamelwerk. In deze verzamelwerken zaten verschillende van haar geschriften:
- Poems and Fancies (1653)
- The philosophical and physical opinions (1655)
- The Worlds Olio (1655)
- Natures pictures drawn by Fancies pencil to the life (1656)
- A true relation of my birth, breeding and life (1656)

In 1842 verscheen in de Revue d'Anvers een kort artikel waarin deze werken aandacht kregen. Daarnaast zijn ze van belang voor de Erfgoedbibliotheek vanwege de opmerking die zich in beide volumes in hun oorspronkelijke staat bevinden, namelijk 'proprement reliés, dorés sur tranches et sur plat.' Aan de binnenkant van de kaft bevindt zich ook een papiertje met vermelding over de gift die in 1656 gedaan werd: 'Guift of the Authoresse the thrice noble illustrious & Excellent princess Lady Marchionesse of Newcaslte & presented this Library in. Antwerp. 1656.' Alle werken die ze schreef tijdens haar ballingschap werden nog steeds gepubliceerd in Londen, de illustraties waren echter van Antwerpse kunstenaars, waaronder Abraham van Diepenbeeck.

## Biografie
- Margaret the First, Douglas Grant

## Trivia
- Tussen 1648 en 1660 waren William Cavendish, eerste hertog van Newcastle, en diens vrouw Margaret de bewoners van het Rubenshuis te Antwerpen. De hertog, die uitblonk in paardrijden, vestigde een manege in het Rubenshuis die naam maakte in heel Europa. Het aristocratische koppel ontving er hoogwaardigheidsbekleders, diplomaten, geleerden en kunstenaars. Ook de latere Karel II van Engeland en Constantijn Huygens kwamen er op bezoek. Na de Restauratie richtte William in Bolsover Castle een nieuwe manege op. Tijdens zijn verblijf in Antwerpen schreef hij een Franstalig boek over paardrijden.
- Margaret Cavendish' hunker naar succes en roem is te merken aan de subtitel van haar boek The Blazing World, die als volgt luidt: "By the Thrice Noble, Illustrious, and Excellent PRINCESS, THE Duchess of Newcastle..." (vert. Door de drievoudig edele, illustere en uitmuntende PRINSES, DE Hertogin van Newcastle...)[4]